# گمینا تووروگ
گمینا تووروگ (به لهستانی:  Gmina Tworóg) یک گمینا در لهستان است که در شهرستان تارنووسکیه گور واقع شده‌است. گمینا تووروگ ۱۲۴٫۹۲ کیلومتر مربع مساحت و ۸٬۰۵۵ نفر جمعیت دارد.